# Filippo Paruta
Filippo Paruta (Palermo, 1552 – 15 ottobre 1629) è stato un numismatico, archeologo e storiografo italiano.

## Biografia
Laureatosi a Roma in utroque (diritto civile e canonico), fece parte dell'Accademia degli Accesi e dei Risoluti di Palermo, e non va confuso con un omonimo nobile veneziano. Ricoprì anche le cariche di sindaco di Mazara e di segretario del Senato di Palermo. L'Ortolani, che ne tracciò la biografia, rifacendosi al Tiraboschi asserisce che la numismatica applicata alla storia locale ebbe inizio proprio in Sicilia; e fornisce l'elenco delle località di riferimento delle monete del Paruta. Perciò questi fu tenuto in gran considerazione nella sua città, ma anche altrove, grazie alla sua collezione di monete, che egli studiò a lungo e descrisse dettagliatamente. Vari studiosi successivi si rifecero a lui e ne arricchirono i cataloghi. Fra le altre sue opere, alcune delle quali uscirono postume, scrisse poesie in latino, italiano e siciliano, commedie, elegie catulliane e varie canzoni. Valorizzò l'ottava.
La sua opera Della Sicilia descritta con medaglie fu pubblicata nel 1612. Il sottotitolo era 'Parte prima' ma non fu mai pubblicata una seconda parte. Era un'opera di carattere storico-geografico, i cui erano inserite le immagini delle monete a illustrazioni di luoghi e avvenimenti. La maggior parte delle immagini riguarda le monete siciliote, ma esistono anche immagini di monete medievali. L'opera fu ristampata nel 1649 con le aggiunte di Leonardo Agostini, uno studioso senese. Questa seconda edizione fu ristampata nel 1697 a Lione da Marc Maier, che aveva comprato i rami di Agostini. Un'ulteriore edizione, notevolmente ampliata, uscì a Leida tra il 1723 a cura di Siegbert Havercamp, un grecista nederlandese.

## Opere
- Oratio Philippi Parutae de laudibus Octauij Corsetti, Palermo, De Franceschi, 1595
- Della Sicilia descritta con medaglie, Palermo, Maringo, 1612
- Ottave siciliane,  postume
- I diari della città di Palermo, postumi
- Descrizioni degli archi trionfali apparecchiati dal Senato di Palermo in occasione degli arrivi dei viceré in città, postume